# Barbara Weir
Barbara (à l'origine Florrie) Weir, née vers 1945 et morte le 3 janvier 2023 est une artiste et femme politique aborigène australienne. Elle fait partie des générations volées, et elle est retirée de sa famille aborigène par le gouvernement et élevée dans une série de foyers d’accueil. Dans les années 1970, elle retourne sur le territoire où vit sa famille à Utopia, à 300 kilomètres au nord-est d'Alice Springs. Elle s'engage dans le mouvement pour les droits fonciers aborigènes (en) des années 1970 et est la première femme élue présidente du Conseil indigène Urapunta en 1985. Après avoir commencé à peindre au milieu de la quarantaine, elle devient une artiste reconnue d'Australie centrale. Elle gère également  la carrière artistique de sa propre mère, Minnie Pwerle.

## Biographie

### Jeunesse et formation

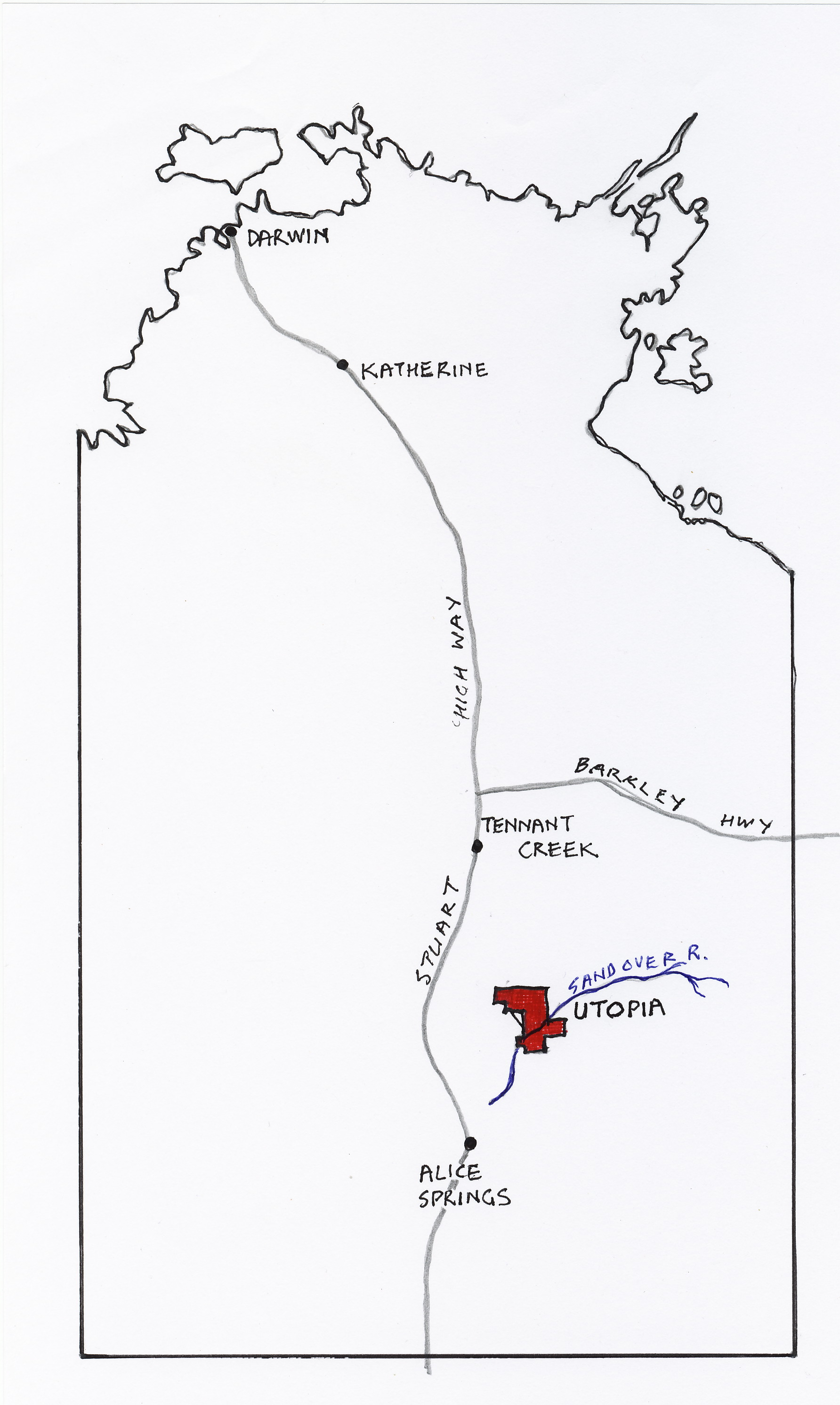
L'emplacement de la station Utopia, au nord-est d'Alice Springs.

Barbara Weir nait vers 1945 à Bundey River Station, une station d'élevage de bétail dans la région d'Utopia (appelée Urupunta dans la langue aborigène locale) du Territoire du Nord. Elle s'appelle initialement Florrie. Ses parents sont Minnie Pwerle, une femme aborigène, et Jack Weir, un Irlandais marié, décrit par diverses sources comme un propriétaire de station pastorale : « un Australien d'origine irlandaise qui possédait un parc à bétail appelé Bundy River Station » ou un éleveur irlandais. En vertu des lois raciales anti-métissage de l'époque, leur relation était illégale et les deux sont emprisonnés. Jack Weir meurt peu de temps après sa libération. Minnie Pwerle nomme sa fille Barbara Weir.
Barbara Weir est en partie élevé par la belle-sœur de Pwerle, Emily Kngwarreye (Kngwarreye elle-même s'est lancée dans l'art à quatre-vingts ans et est devenue une artiste reconnue,). Weir est cachée à Utopia par sa tante pour éviter qu'elle soit enlevée car elle est métisse (générations volées). Elle grandit dans la région jusqu'à l'âge de neuf ans environ, mais est enlevée par la Native Welfare alors qu'elle sort chercher de l'eau. Sa famille a cru par la suite qu'elle avait été tuée. Le retrait forcé de sa famille est réalisé en vertu de la loi sur la protection des aborigènes de 1915, qui autorise le gouvernement à prendre des enfants métis pour les élever dans des institutions britanniques afin de les assimiler à la culture européenne.

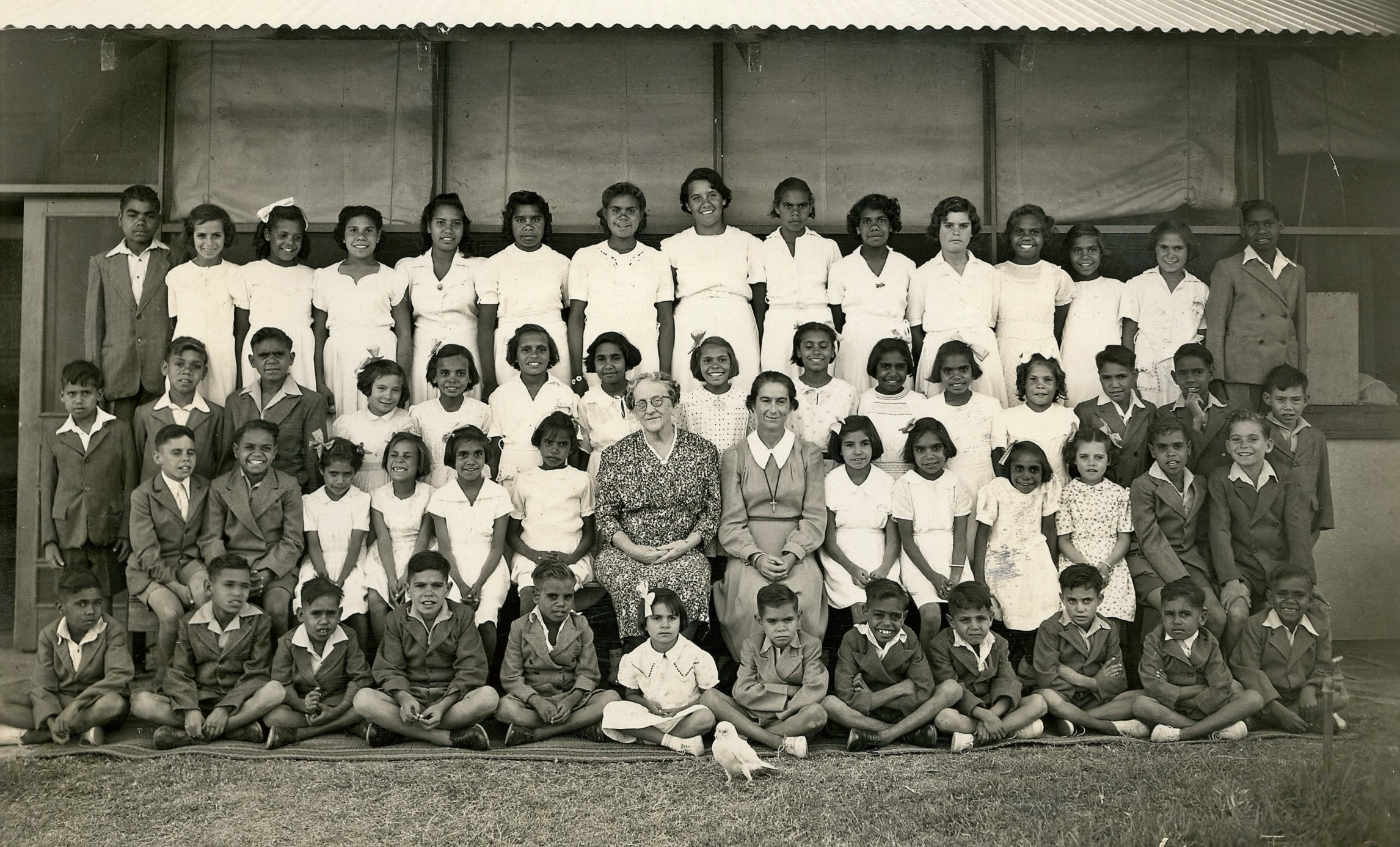
Jeunes aborigènes à vers 1950.

Certains, comme Weir, sont placés. Elle est d'abord placée St. Mary's Hostel (en), une mission anglicane à Alice Springs d'oú elle tente de s'évader à plusieurs reprises. Ensuite on l'envoie au Saint John's Baptist Children Hostel oú vécurent aussi John Kundereri Moriarty (en), Chicka Dixon (en) et Charles Perkins (en). Son prénom est changé en Barbara à cette époque. Elle grandit ensuite dans une série de foyers d'accueil à Victoria et Darwin. Les garçons étaient généralement préparés aux travaux manuels et les filles au service domestique.

### Mariage et famille
À Darwin, à l'âge de 18 ans et alors qu'elle travaille comme femme de ménage, Weir épouse Mervyn Torres. C'est Torres qui, en 1963 ou 1968, lors de son passage à Alice Springs, demande des nouvelles de la mère de Weir. Il découvre que Pwerle est vivante et vit à Utopia. La mère et la fille sont réunies mais Weir a oublié sa propre langue et doit réapprendre à parler l'anmatyerr et l'alyawarre. Weir rend régulièrement visite à sa famille à Utopia, mais elle ne développe pas de lien étroit avec sa mère au début.
En 1969, le couple déménage dans la communauté isolée de Papunya, où Mervyn est agent de terrain. Elle assiste à la naissance du mouvement artistique Papunya Tula, lorsque les Aborigènes de Papunya commencent à peindre leurs histoires pour le marché de l'art.
Weir et Torres ont six enfants avant de divorcer en 1977. Elle s'installe ensuite définitivement à Utopia avec sa mère et sa famille. En 2000, elle avait treize petits-enfants,,.

### Carrière politique
Weir s'engage dans le mouvement local pour le mouvement pour les droits fonciers aborigènes (en) des années 1970, œuvrant pour la récupération du territoire aborigène. Elle est élue première femme présidente du Conseil indigène Urapunta en 1985. En 2008, elle vivait à Alice Springs.

### Carrière artistique
Au milieu de sa vie, Weir commence à s'intéresser aux traditions artistiques aborigènes. Elle peint pour la première fois en 1989 à l’âge d’environ 45 ans. Cinq ans plus tard, en 1994, elle fait partie d'un groupe de dix femmes d'Utopia qui se rend en Indonésie pour étudier le batik. Ses peintures comprennent des représentations de plantes et du « temps du rêve », inspirées des traditions et de la mythologie aborigènes. Ses œuvres sont exposées et collectionnées par de grandes institutions. L'experte en art Jenny Green les décrit ainsi : « Dans certaines de ses peintures, les traces résiduelles de motifs cérémoniels des femmes sont presque entièrement masquées par l'application texturée lourde d'ocres naturelles. »
Son fils Fred Torres crée un réseau de galeries DACOU à cette époque à Adélaïde et organise la première exposition collective de sa carrière. Elle jouera un rôle important dans l'Aboriginal Art Association of Australia (AAAA) et est nommée  marraine inaugurale de l'AAAA en 2019.
Après que la mère de Weir, Minnie Pwerle, a commencé à peindre en 2000, elle devient rapidement célèbre. Weir joue un rôle important dans la gestion de la carrière artistique de sa mère, notamment en l'empêchant régulièrement d'être « kidnappée » par des personnes qui voulaient que l'artiste vieillissante peigne pour eux,.
Elle meurt le 3 janvier 2023.

## Collections
- Galerie d'art d'Australie du Sud[15].
- Banque d'art[15].
- Galerie d'art du Queensland[15].
- Collection Hank Ebes[15].
- Collection AMP[15].